# 熱帶風暴海神 (2015年)
熱帶風暴海神（英語：Tropical Storm Haishen，國際編號：1505，聯合颱風警報中心：WP052015）為2015年太平洋颱風季第五個被命名的風暴。「海神」一名是由中國大陸所提供，是中國傳統習俗中，海上人員與漁民在出海作業前或遇上惡劣天氣時，以祈求平安的神祇。
根據數位颱風網資料，海神打破了史上最早第五號熱帶氣旋的紀錄，先前紀錄保持者為1965年颱風萬達。

## 發展過程
2015年3月30日，一個低壓區於波納佩東南方海面上生成，美國海軍研究實驗室給予擾動編號99W。
3月31日下午2時，聯合颱風警報中心對其在24小時內形成為熱帶氣旋的機會給予「LOW」的評級。
4月2日上午7時30分，聯合颱風警報中心對其評級提升為「MEDIUM」。下午1時30分，聯合颱風警報中心對其發佈熱帶氣旋形成警報，並對其評級提升為「HIGH」。
4月3日上午8時，日本氣象廳將其升格為熱帶低氣壓。同時，聯合颱風警報中心將其升格為熱帶低氣壓，並給予編號05W。中央氣象局亦跟進將其升格為熱帶性低氣壓。
4月4日上午8时，日本氣象廳對其發出烈風警報。同時，聯合颱風警報中心將其升格為熱帶風暴。下午2時，日本氣象廳將其升格為熱帶風暴，並命名为“海神”。同时，中央气象台将其升格为热带风暴。下午3時，中央氣象局將其升格為輕度颱風。下午4時，南韓氣象廳將其升格為熱帶風暴。
4月6日上午2時，聯合颱風警報中心將其降格為熱帶低氣壓。上午8時，日本氣象廳將其降格為熱帶低氣壓。同時，中央氣象局將其降格為熱帶性低氣壓。下午8時，日本氣象廳將其降格為低壓區。同時，聯合颱風警報中心對其發出最後的警報。中央氣象局亦將其降格為低壓區。中央氣象台亦將其降格為熱帶低壓，並對其停止編號。

## 外部連結
- （日語）日本氣象廳首頁 （页面存档备份，存于）
- （英文）聯合颱風警報中心首頁 （页面存档备份，存于）
- （简体中文）中央氣象台首頁
- （繁體中文）中央氣象局首頁 （页面存档备份，存于）
- （繁體中文）香港天文台首頁 （页面存档备份，存于）
- （繁體中文）澳門地球物理暨氣象局首頁 （页面存档备份，存于）
- （英文）菲律賓大氣地球物理和天文管理局首頁 （页面存档备份，存于）